# José Ronaldo Jarabo
José Ronaldo Jarabo (San Juan, 7 de abril de 1940 - 29 de junio de 2025)  fue un político puertorriqueño miembro del Partido Popular Democrático (PPD), expresidente de la Cámara de Representantes de Puerto Rico entre 1985 y 1988 y nuevamente entre 1989 y 1992.

## Biografía
José Ronaldo Jarabo, hijo del malfamado José María Jarabo, y de madre puertorriqueña, nació en San Juan y fue criado en la isla.
Fue parlamentario del PPD por 20 años, entre 1973 y 1992. Entre 1981 y 1984 fue portavoz del bloque mayoritario de la Cámara. En 1992 fue absuelto por el Tribunal Supremo de Puerto Rico de cuatro cargos criminales que se imputaron tras un "altercado violento" con una mujer. La causa le habría costado a Jarabo su reelección en las primarias del PPD, poniendo fin a su carrera como legislador.
Falleció el 29 de junio de 2025 a los 85 años luego de sufrir complicaciones por un tumor cerebral. 